# حسين والي

## نسبه وبيئته
هو السيد حسين والي بن العلامة السيد حسين والي بن السيد إبراهيم والي، ينتهي نسبه إلى الإمام أبي عبد الله الحسين بن علي، رضي الله عنهما، ولد في منية أبو علي من أعمال مركز الزقازيق في مديرية الشرقية، في رجب الفرد سنة 1285 هـ نوفمبر سنة 1868 م، وطلب العلم في الأزهر، منتسبا إلى رواق معمر.

## منجزاته وأعماله
- نال شهادة العالمية سنة 1317 ه‍ ـ 1899م.
- أذن له بالتدريس في الأزهر سنة 1900م
- ندب للتدريس في مدرسة القضاء الشرعي سنة 1907.
- عين مفتشا في الأزهر والمعاهد الدينية سنة 1911م.
- وكيلا لمعهد طنطا سنة 1914م.
- سكرتيرا عاما للمجلس الأعلى بالأزهر سنة 1920م، وبقي في هذا المنصب إلى أن ألغي في ديسمبر سنة 1926 م.
- في 7 من شهر ربيع الأول سنة 1343 (6 من أكتوبر سنة 1924) عين في هيئة كبار العلماء.

## الشيخ والي في سطور
الشيخ حسين والي، أحد الأقطاب الذين سما حظهم من التبحر في علوم اللغة العربية وآدابها، وأخذوا بآفاقها وشعابها، على جميع الباحثين والمتأدبين، في عصر النهضة، فلا يسبقهم سابق، وإن ناصاهم شواذهم في أقطار الشرق العربي معدودون معروفون. هم الأئمة «وسائر الناس على آثارهم مهتدون».

## وفاته
وافاه أجله المحتوم في السبت 6 من ذي الحجة سنة 1354 هـ الموافق 29 من فبراير سنة 1936م.